# Uferschwalbe

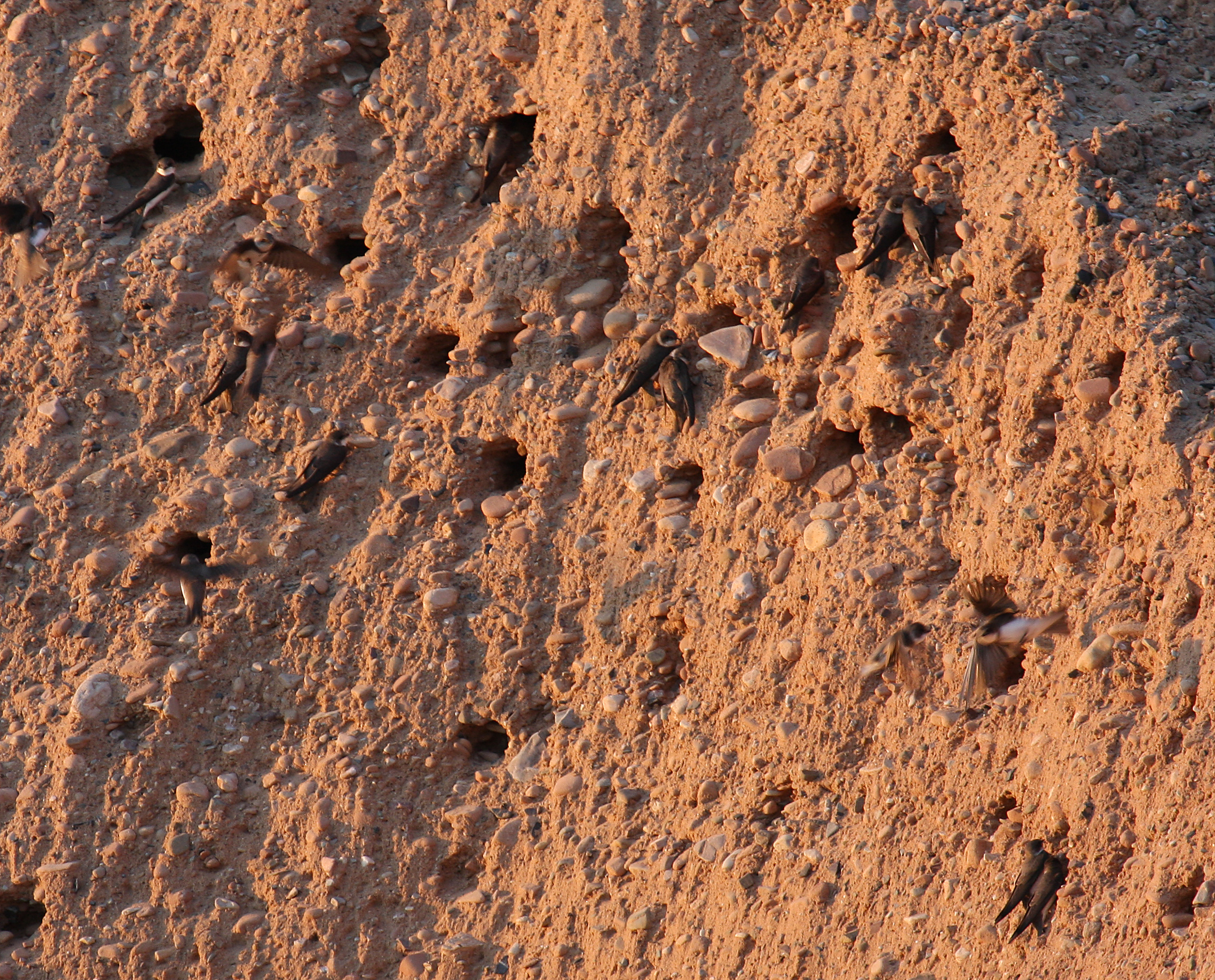
Brutröhreneingänge in der südexponierten Steilwand einer Kiesgrube

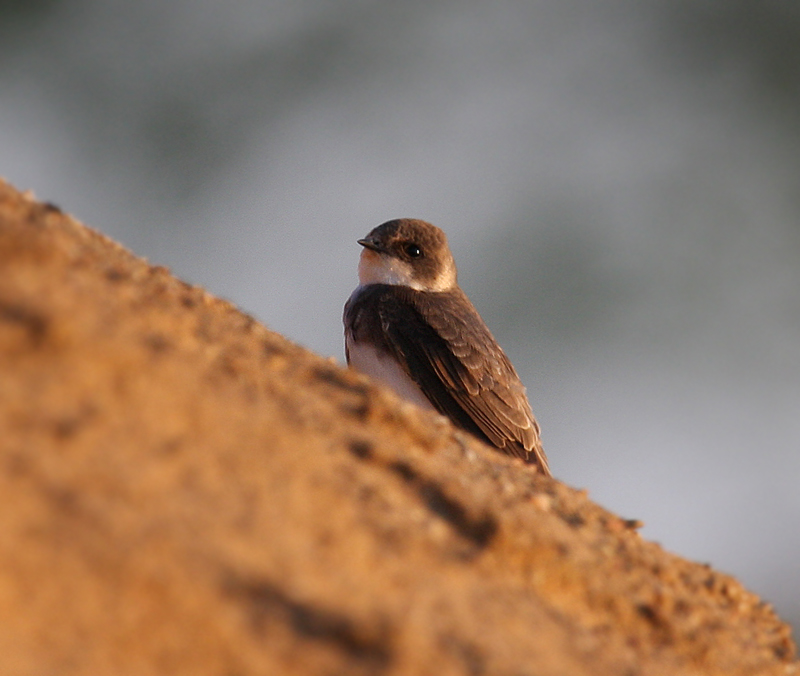
Uferschwalbe

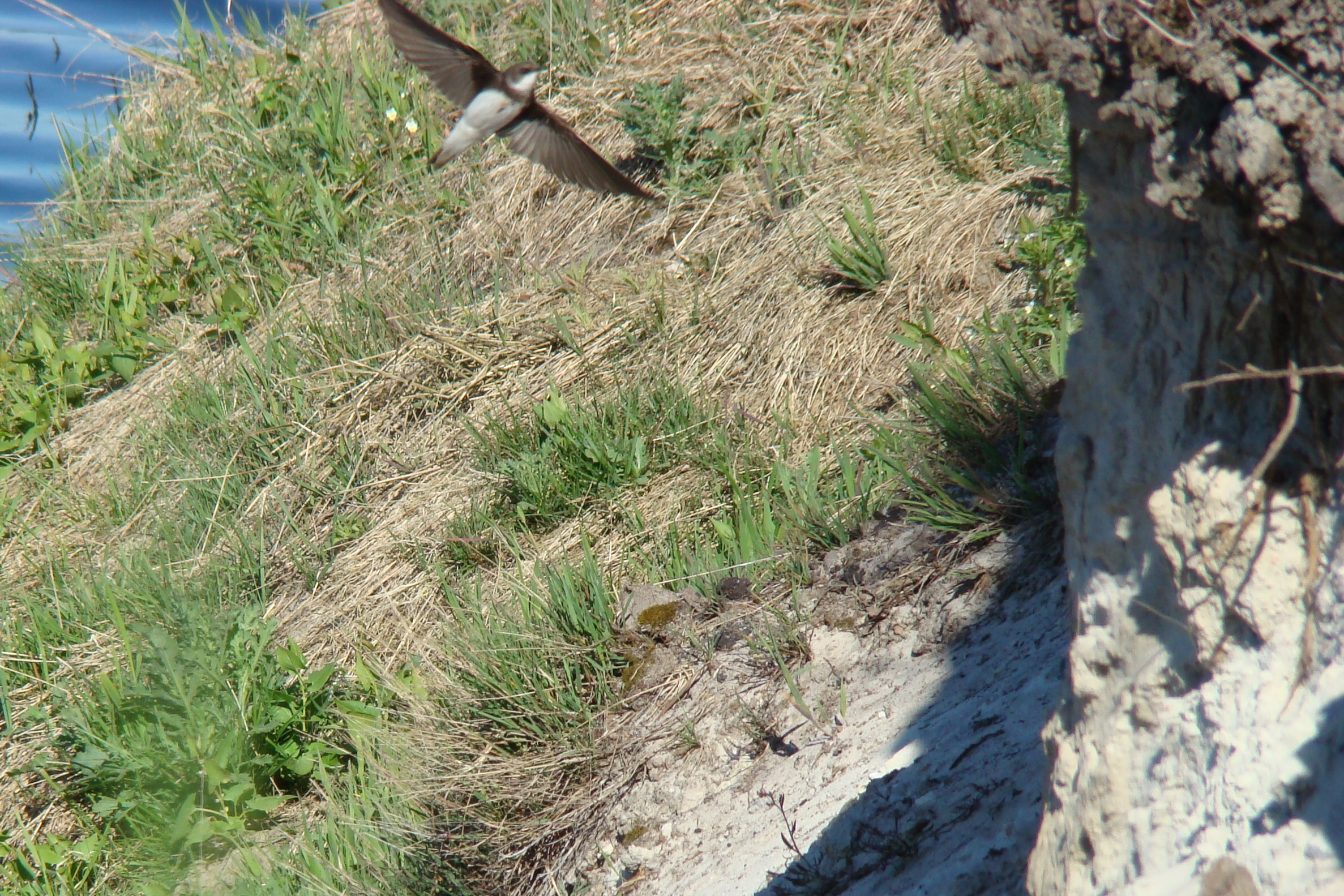
Im Anflug an die Brutröhre

Die Uferschwalbe (Riparia riparia), auch Rheinschwalbe genannt, ist eine Vogelart aus der Familie der Schwalben (Hirundinidae). Es werden mehrere Unterarten unterschieden. 
In Deutschland war sie „Vogel des Jahres 1983“.

## Beschreibung
Es handelt sich um die kleinste Schwalbenart in Europa mit einer Länge von 12–13 cm. Sie hat einen nur leicht gegabelten kleinen Schwanz, einen verhältnismäßig langen, flachen Schnabel und zarte unbefiederte Zehen. Die Oberseite ist erdbraun, die Unterseite weiß mit graubraunem Brustband. 
Die Tiere sind sehr gesellig und brüten in Kolonien. Sie schließen sich auch abseits der Brutgebiete zu Trupps und Schwärmen zusammen. Ihr Flug ist weniger zielgerichtet als bei anderen Schwalben und wirkt unstet und flatternd. Sie lassen ein reibendes „tschrrip“ und bei Alarm ein kurzes „brrit“ hören. Ihr Gesang ist ein schwaches Zwitschern.

## Verbreitung

Verbreitung der Uferschwalbe:
Brutgebiete
Migration
Überwinterungsgebiete

Die Art kommt in Nordamerika und Eurasien bis zu einer Höhe von 750 m ü. NN vor. Die Nominatform Riparia riparia riparia ist ein weit verbreiteter und gebietsweise häufiger Koloniebrüter im Tiefland von Westeuropa bis zur Pazifikküste Asiens sowie in Nordamerika. Die Nordgrenze ihres Verbreitungsgebietes liegt in Sibirien beim 69. bis 72. nördlichen Breitengrad. 
Die Uferschwalbe bleibt in Mitteleuropa von Mai bis September im Brutgebiet. Als Zugvogel (Weitstreckenzieher) verlässt die Uferschwalbe ihr Brutgebiet im August und überwintert in Zentralafrika, Nordwestafrika bzw. in Südamerika. Aufgrund ihrer Ansprüche an den Nistplatz, der Bedingungen in den Überwinterungsgebieten und der dichten menschlichen Besiedlung in Mitteleuropa ist sie mittlerweile sehr lückenhaft verbreitet und nur unregelmäßig als Brutvogel zu beobachten.

## Lebensraum, Lebensweise
Uferschwalben benötigen lehmige oder festsandige Steilufer und Abbruchkanten zur Anlage ihrer Brutröhren. So besiedeln sie zur Brutzeit Flussufer, Küsten sowie – als Ersatzlebensräume in der Kulturlandschaft – Lehm- und Kiesgruben. Berühmte Brutstätten stellen die Klippen von Rügen, Usedom und Sylt dar, obwohl die Art ansonsten keinen Bezug zum Meer hat. Seit 2020 gräbt die Uferschwalbe auch an einem steilen Dünenabbruch auf der ostfriesischen Insel Spiekeroog röhrenförmige Bruthöhlen in den Sand und zieht dort Junge groß.
Getrunken und gebadet wird im Flug. Die Tiere fliegen sehr niedrig über dem Wasser und schnappen nach Insekten. Sie können dabei bis 50 km/h erreichen.

## Fortpflanzung

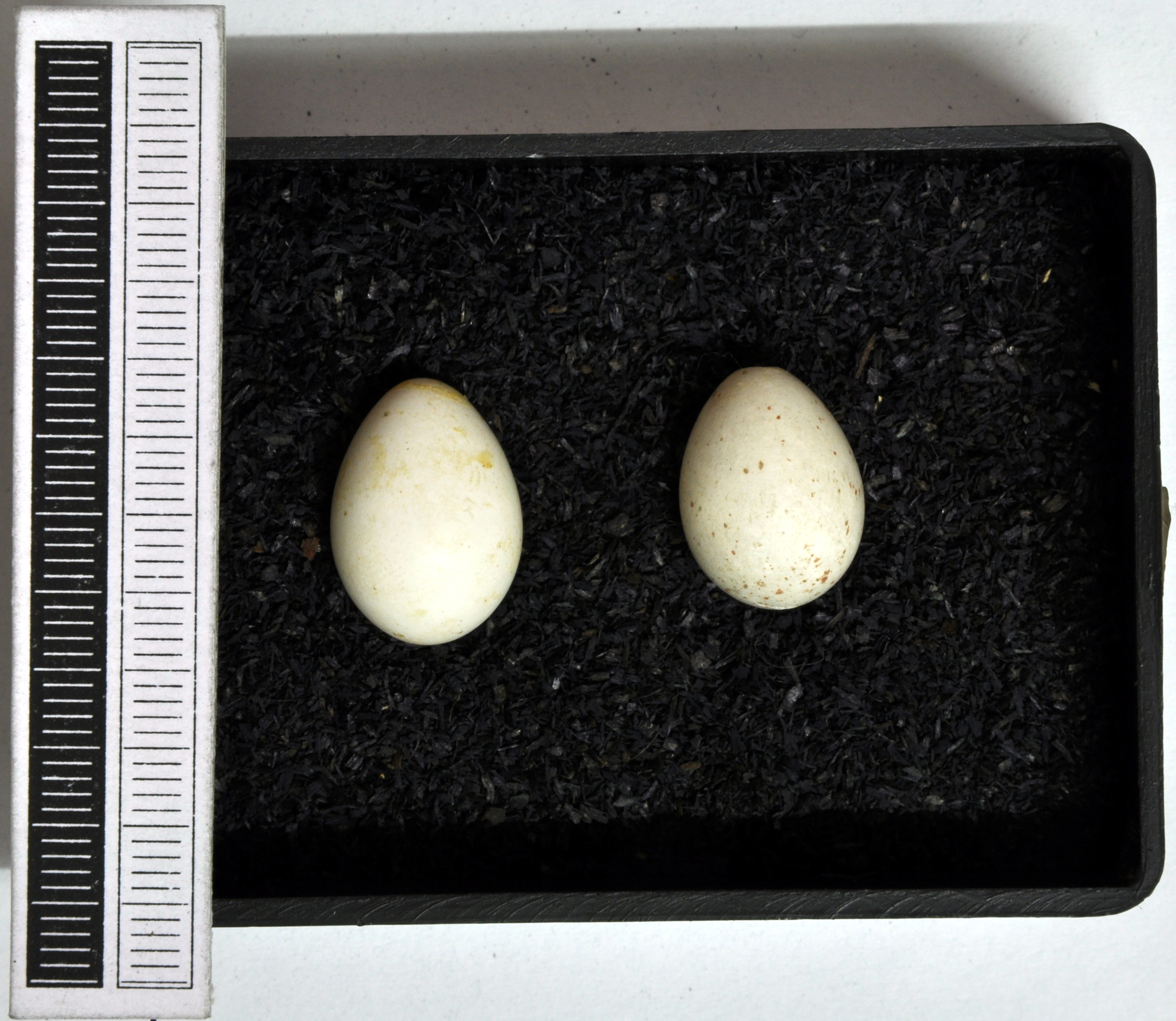
Gelege, Coll. Museum Wiesbaden

Die Uferschwalbe ist ein Koloniebrüter. Beide Partner graben ihre Brutröhre mit querovalem Einflugloch mit Schnabel und Krallen armtief in steile Wände. Die etwas aufsteigenden Löcher im festen Erdreich werden am hinteren Ende erweitert und mit Halmen und Federn ausgepolstert. Ein- bis zweimal im Jahr wird ein Gelege von meist vier oder bis zu sieben Eiern von beiden Eltern 14 bis 16 Tage lang ausgebrütet. Die Jungen werden ebenfalls von beiden Eltern gefüttert. Die weiblichen Uferschwalben können  bereits vor dem Abflug der Jungen aus der Brutröhre eine Zweitbrut beginnen, das heißt, sie inspizieren alternative Bruthöhlen  und sich paaren erneut. Diese sukzessive Polyandrie bedeutet, dass gegen Ende der Brutzeit, die männlichen Artgenossen stärker in der Brutpflege engagiert sind. Die Jungvögel verlassen die Bruthöhle nach 18 bis 23 Tagen. Sie bilden nach dem Verlassen der Altvögel große Schlafgesellschaften, bevorzugt im Schilf oder Weidendickicht.

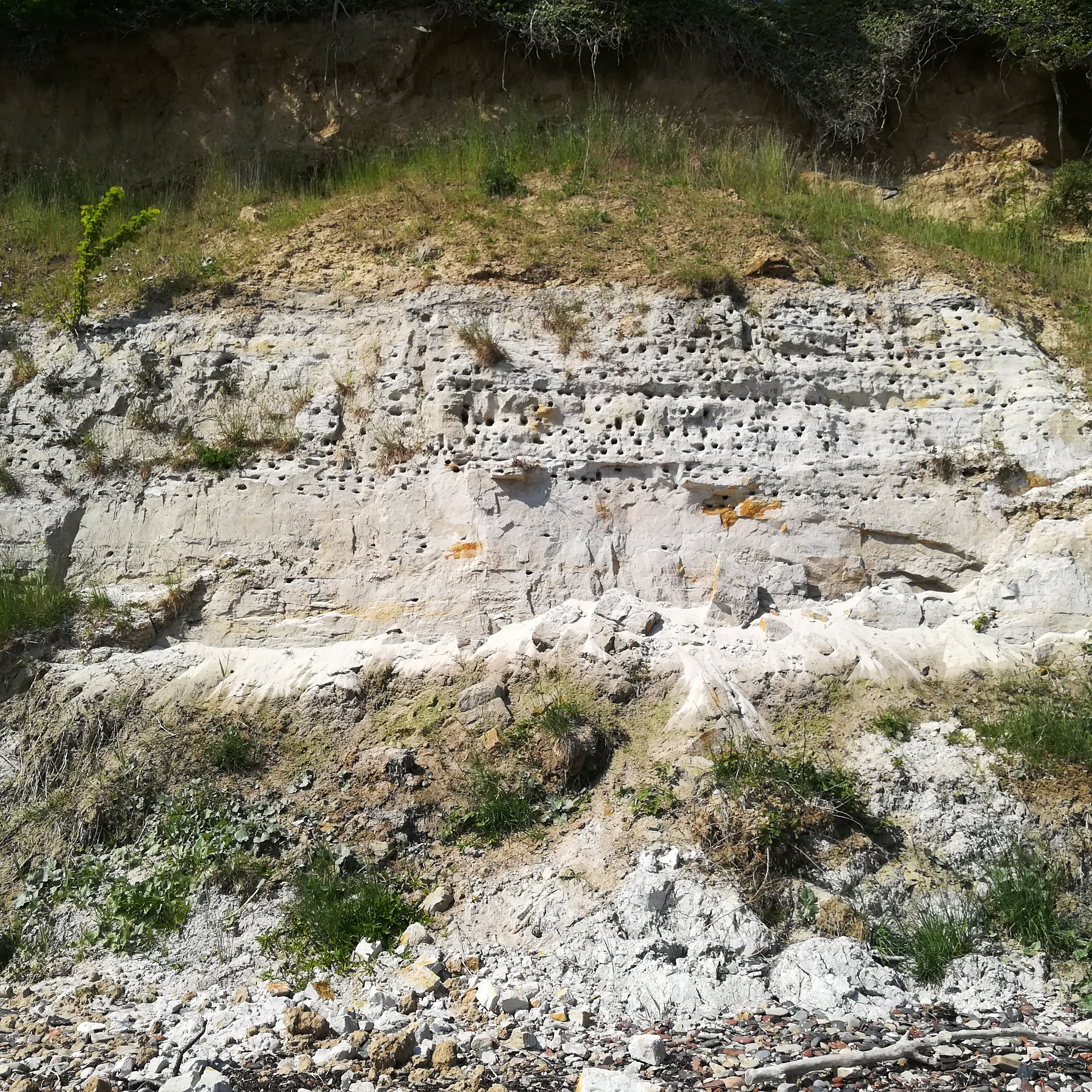
Höhlen der Uferschwalbe in mesozoischen Kalksteinen auf Bornholm. Auffällig ist die schichtgebundene Verteilung der Höhlen.

## Bestandssituation und Schutz
Uferschwalben haben oft kurzfristige und zum Teil erhebliche Bestandsschwankungen, die häufig in Zusammenhang mit der Verfügbarkeit geeigneter Brutplätze und Bruterfolge stehen. Sehr guten Brutjahren folgen Jahre, in denen nur wenige Jungvögel ausfliegen. In den Niederlanden ging der Bestand von 20.000 bis 25.000 Brutpaaren auf 9000 bis 11.000 Brutpaare zurück und betrug im Jahre (…) nur noch 2500 bis 3000 Brutpaare. Seitdem hat die Brutpopulation wieder stark zugenommen, so dass im Zeitraum 1998 bis 2000 wieder 18.500 bis 32.000 Brutpaare gezählt wurden. In Deutschland umfasste die Population im Zeitraum 1995 bis 1999 zwischen 106.000 und 210.000 Brutpaare.
Die Art ist in verschiedenen Ländern gesetzlich geschützt. In Deutschland ist sie nach der Bundesartenschutzverordnung, die auf dem Bundesnaturschutzgesetz fußt, streng geschützt. Die Tiere dürfen nicht verletzt oder getötet und insbesondere zur Brutzeit nicht an ihren Lebensstätten aufgesucht und gestört werden.

## Trivia
Der Asteroid des mittleren Hauptgürtels (8599) Riparia ist nach der Uferschwalbe benannt (wissenschaftlicher Name: Riparia riparia). Zum Zeitpunkt der Benennung des Asteroiden am 2. Februar 1999 befand sich die Uferschwalbe auf der niederländischen Roten Liste gefährdeter Arten.